# Тунгусово
Тунгусово — село в Молчановском районе Томской области России. Административный центр Тунгусовского сельского поселения.

## География
Село расположено в 209 км от Томска, в 18 км от районного центра села Молчаново.

## История
Основано в 1900 г. В 1926 году село Тунгусовка состояло из 111 хозяйств, основное население — украинцы. Центр Тунгусовского сельсовета Молчановского района Томского округа Сибирского края.

## Население
| 1926 | 2002 | 2008 | 2010 | 2012 | 2013 | 2014 |
| ---- | ---- | ---- | ---- | ---- | ---- | ---- |
| 595  | ↗880 | ↘772 | ↗854 | ↘841 | ↘823 | ↘811 |
| 2015 | 2021 |      |      |      |      |      |
| ↘806 | ↘760 |      |      |      |      |      |